# Kula bá, az ünnepi kaki
A Kula bá, az ünnepi kaki (Mr. Hankey, the Christmas Poo) a South Park című rajzfilmsorozat tizedik része (az 1. évad 10. epizódja). Elsőként 1997. december 17-én sugározták az Amerikai Egyesült Államokban.

## Cselekmény
Az epizód elején a South Park-i tanulók egy betlehemi jelenetet gyakorolnak az iskolai műsorra. Amikor Kyle anyja, Sheila Broflovski ezt megtudja, dühös lesz, mert fia (aki zsidó vallású) a darabban Józsefet alakítja. Ezenkívül a keresztény jelképeket is sértőnek találja a Broflovski családra nézve, ezért követeli az előadást szervező Mr. Garrisontól, hogy az ünnepségen ne legyenek vallási elemek. Kyle a vita megoldása érdekében azt javasolja, hogy inkább ünnepeljék „Kula bácsit, az ünnepi kakit”, de mivel csak ő hisz benne, a többiek visszautasítják ezt a számukra képtelen ötletet.
Mrs. Broflovski követelése hatalmas felfordulást kelt a városban. A South Park-i lakosok ennek hatására úgy döntenek, minden sértő dolgot eltávolítanak a karácsonyi ünneplésekről, beleértve a Mikulást, a koszorúkat, a fenyőket és a karácsonyi égőket is (melyek az epilepsziások jogait sértik). Kyle tovább bizonygatja Kula bácsi létezését, de senki sem hisz neki és néhány félresikerült bizonyítási kísérlet után az iskolai pszichológus, Mr. Mackey elmegyógyintézetbe küldi.
Végül az iskolai műsort az összes karácsonyi díszlettől megfosztják, mivel valamely kisebbség mindegyiket támadónak érezte. A gyerekek ezért az eredeti műsor helyett egy minimalista táncos éneket adnak elő Philip Glass zenéjére. A szülők egymást kezdik el okolni a rettenetes előadás miatt és a nézőtéren verekedés tör ki. Kula bácsi azonban hirtelen mindenki számára láthatóvá válik és leszidja a jelenlévőket, amiért azzal foglalkoztak, mi a rossz a karácsonyban, ahelyett, hogy mi a jó – az éneklés és a mások iránt tanúsított jó szándék. A város lakosai ezután bocsánatot kérnek Kyle-tól és kiengedik az elmegyógyintézetből, majd együtt figyelik, ahogy Kula bácsi elrepül a Mikulás szánján.
Az epizód legvégén Jézus látható, aki egy tévéstúdióban egyedül ünnepli születésnapját.

## Kenny halála
- Ez az első olyan rész, melyben Kenny nem hal meg. Az epizód során, az előadás előtt megkérik, hogy húzza ki a karácsonyi égőket a konnektorból (a csatlakozók egy csöpögő csap mellett vannak). Ezután egy magas létrára kell felmásznia (aminek ráadásul el van törve néhány foka), hogy a színpad feletti csillagot leszedje, mialatt egy cápa úszkál az alatta lévő víztartályban, de Kenny mindkét jelenetet túléli. Az epizód végén Stan és a többiek megjegyzik, hogy valami nincs teljesen rendjén. Amikor a „The End” felirat megjelenik, Kenny megkönnyebbülten éljenezni kezd.

## Érdekességek
- Mr. Garrison azt kéri McDaniels polgármestertől, hogy szabaduljanak meg a mexikóiaktól. Ez a jelenet később a Karácsony Kanadában című részben is megismétlődik és céloznak rá, hogy Garrison minden karácsonykor előáll ezzel a kéréssel.
- Három népszerű dal mutatkozott be ebben az epizódban: a „Mr. Hankey, the Christmas Poo”, a „Kyle's Mom is a Stupid Bitch” és a „The Lonely Jew on Christmas”.
- Miután az epizódot levetítették, John Kricfalusi, a Ren és Stimpy című rajzfilmsorozat alkotója perrel fenyegette meg a South Park készítőit, mert szerinte Kula bácsi az ő egyik karakterének az utánzata.[1]

## Bakik
- Sheila Broflovski panaszkodik, mert Kyle alakítja Arimatheai Józsefet. Valójában Szűz Mária férje Názáreti József volt.
- A verekedés során egy jelenet (melyben egy szőke férfi átrepül a termen) legalább háromszor látható.
- Amikor a gyerekek kimennek játszani a hóba, Red Wendy ruháját viseli.
- Kenny is látható, amikor Mr. Garrison az előadás előtt beszél a fiúkhoz, pedig ő akkor éppen a csillagot szedte le.
- A verekedés után Token fehér arccal látható a közönség soraiban.
- Amikor Séf bácsi énekel, a csillag, amelyet Kenny leszed, ott van a színpad fölött, de Kenny nem látható, pedig ő akkor már a létrán áll.